# Kojima Riria
Kojima Riria (小島 梨里杏 (Tiểu Đảo Lê Lý Hạnh) sinh ngày 18 tháng 12, 1993 tại Tokyo) hay được biết đến với nghệ danh Riria (梨里杏) và Baba Riria (馬場 梨里杏), là một diễn viên Nhật Bản, hợp tác với LesPros Entertainment. Cô được biết đến với vai diễn Mio trong Ressha Sentai ToQger.

## Sự nghiệp
Cô đã hợp tác với Kirin Pro và bắt đầu sự nghiệp của mình vào năm 2001. Năm 2007, cô chuyển đến LesPros Entertainment. Năm 2008, cô đổi tên thành "Riria".Năm 2011, cô giành giải Playboy Grand Prix tại giải thưởng Gravure Nhật Bản lần thứ ba. Năm 2014, cô xuất hiện trong hai loạt phim tokusatsu; Ressha Sentai ToQger  và Zero: Black Blood. Ngày 17/6/2015, cô đổi tên để "Riria Kojima".

## Các phim đã đóng

### Films
- Sabi Otoko Sabi Onna - "Boy? meets girl." (2011)
- Zyuden Sentai Kyoryuger vs. Go-Busters: The Great Dinosaur Battle! Farewell Our Eternal Friends (2014) - ToQ 3gou (voice)
- Zero: Black Blood (2014) - Yuna
- Heisei Rider vs. Shōwa Rider: Kamen Rider Taisen feat. Super Sentai (2014) - Mio
- Ressha Sentai ToQger the Movie: Galaxy Line S.O.S. (2014) - Mio
- Ressha Sentai ToQger vs. Kyoryuger: The Movie (2015) - Mio
- Senpai to Kanojo (2015) - Okita Aoi

### TV dramas
- Kinyō Entertainment: True Stories - Uso o Tsuita Otoko (Fuji TV, 2002)
- Getsuyō Mystery Gekijō: Nishimura Kyōtarō Suspense - Tantei Samonji Susumu 9 "16-nenme no Hōmonsha" (TBS, 2004) as Keiko Arimori (young)
- Kayō Suspense Gekijō: Keishichō Kanshikihan 17 (NTV, 2004) - Keiko Nanjō (young)
- Medaka episode 1 (Fuji TV, 2004) - Tae Kawashima (young)
- Division 1: Stage 15 - Odaiba Bōken Ō SP Kareshi Sensei!! last episode (Fuji TV, 2005)
- Kamen Rider Kabuto episode 20 (TV Asahi, 2006) - Hiroko
- Sensei wa Erai! (NTV, 2008) - 2-B student
- Bloody Monday (TBS, 2008)
- Koishite Akuma ~Vampire Boy~ (Fuji TV, 2009) - Yuri Meguro
- Tensou Sentai Goseiger episode 20 (TV Asahi, 2010) - Mizuki Takasaki
- Shin Keishichō Sōsaikka 9-gakari Season 2 episode 11 (TV Asahi, 2010) - High school girl
- Ohisama episode 7 (NHK, 2011)
- Akko to Bokura ga Ikita Natsu (NHK, 2012) - Natsumi Hara
- Idol Toshi Densetsu - Akai Heya (Pigoo HD, 2012) - Mana Sakurada
- Ressha Sentai ToQger (TV Asahi, 2014) - Mio
- Omotesandō Kōkō Gasshōbu! (TBS, 2015) - Fūka Takeuchi

### Mobile dramas
- Oyaji no Shigoto wa Ura Kagyō (BeeTV, 2012) - Chika Matsuda
- All Esper Dayo! ~Yokubō Darake no Love Wars~ (dTV, 2015) - As

### Video âm nhạc
- Funky Monkey Babys - Ato Hitotsu (2010)
- Dohzi-T - LOVE TRAP feat. Thelma Aoyama (2011)

### Stage plays
- XYX (2008) - Miki
- Re-miniscence (2010) - Lily
- Letter (2011)
- Sorairo Drop (2012) - Manami Ozaki
- Rutsubo (2012) - Susanna Walcott
- Rakka Girl (2013) - Ai Futenma
- Welcome Home (2013)
- Joshi Kō (2013) - Takako
- Ressha Sentai ToQger Show: Ore ga Ressha ni Naru! Hyper ToQ 1gou Shuppatsu Shinkō!! (2014) - Mio
- Ressha Sentai ToQger Show: Saishū Ressha ga Yattekuru! Kagayake Rainbow Line!! (2015) - Mio

## Ấn phẩm

### DVD releases
- Riria to Date (2005)
- I AM RiRia (2012)
- Hatachi. (2014)
- Ressha Sentai ToQger Returns: Super ToQ 7gou of Dreams (2015) - Mio

### CD releases
- Ressha Sentai ToQger Character Songs Rainbow Line (2014)

### Photobooks
- Lily White (2005)